# Zorzines semiprotrusa
Zorzines semiprotrusa là một loài bướm đêm trong họ Noctuidae.